# 리영금
리영금(1999년 4월 20일~)은 조선민주주의인민공화국의 크로스컨트리 스키 선수로, 2018년 동계 올림픽에 참가했다.